# Tomàs Sivilla i Gener

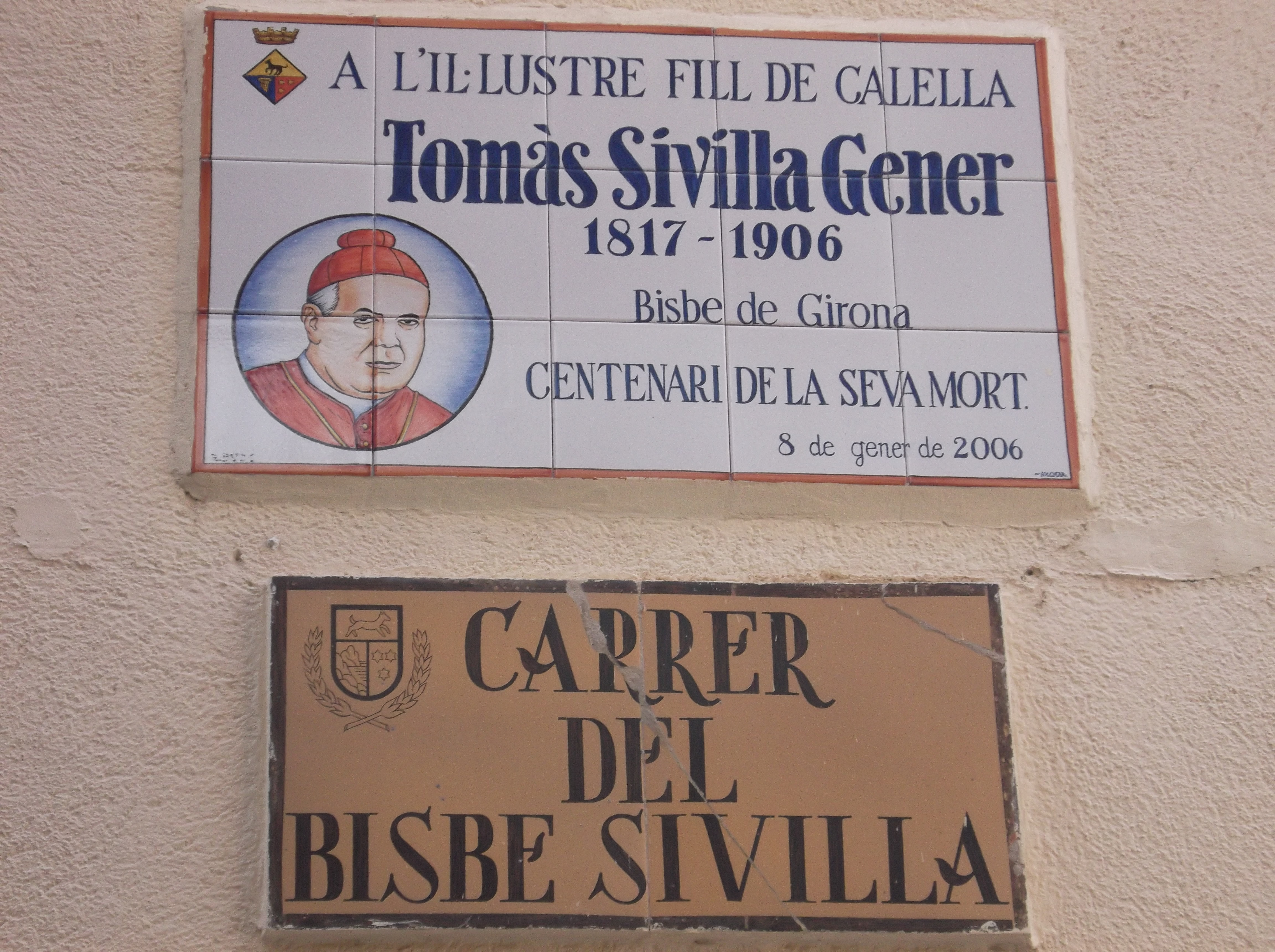
Placa commemorativa d'en Tomàs Sivilla al carrer del mateix nom a Calella

Tomàs Sivilla i Gener (Calella, 18 d'octubre de 1817 - Girona, 8 de gener de 1906) fou un bisbe i jurista català.
Era fill d'Esteve Sivilla i Aldabó boter d'ofici natural de Calella i de Teresa Gener i Bohigas. Tomàs Sivilla va estudiar filosofia i teologia als seminaris de Girona i Barcelona i després a la Universitat de Cervera. També estudià lleis a la Universitat de Barcelona. Fou nomenat regent d'aquesta darrera facultat on va ensenyar els cànons entre 1847 i 1851. El 1850 esdevingué fiscal del tribunal eclesiàstic i de l'Auditoria de causes pies de Barcelona. Des d'aquell any fins a 1858 va ser el rector del Seminari. El 1859 obtingué el càrrec de canònic doctoral de la Catedral de Barcelona després de passar una oposició.
Quan tenia 60 anys, al maig del 1878, va ser nomenat bisbe de Girona, arran de la proposta de l'arquebisbe de Tarragona, Constantí Benet, succeint a Isidre Valls que havia mort poc temps abans. Es caracteritzà per la seva orientació moderada, tolerant i contrària als intransigents; amb tot no prengué la defensa de la llengua catalana el 1902 quan es va imposar des de Madrid l'ensenyament del catecisme en castellà.
Participà en l'anotació de les Institucions Canòniques de Selvagio, i va traduir del francès i va addicionar alguns opuscles sobre religió, història i el llibre El filòsof obrer. Sivilla va ser membre de l'Acadèmia de Jurisprudència i Legislació de Catalunya i també de la Reial Acadèmia de Bones Lletres de Barcelona. Allà va llegir dues memòries, la primera el 8 de gener de 1858 que es deia El Primat de Tarragona i la segona, Apunts sobre l'Hospital de Santa Creu de Barcelona el 10 de desembre de 1869. Escrigué a més un Informe en defensa de la jurisdicció eclesiàstica.